# Informes de los Einsatzgruppen

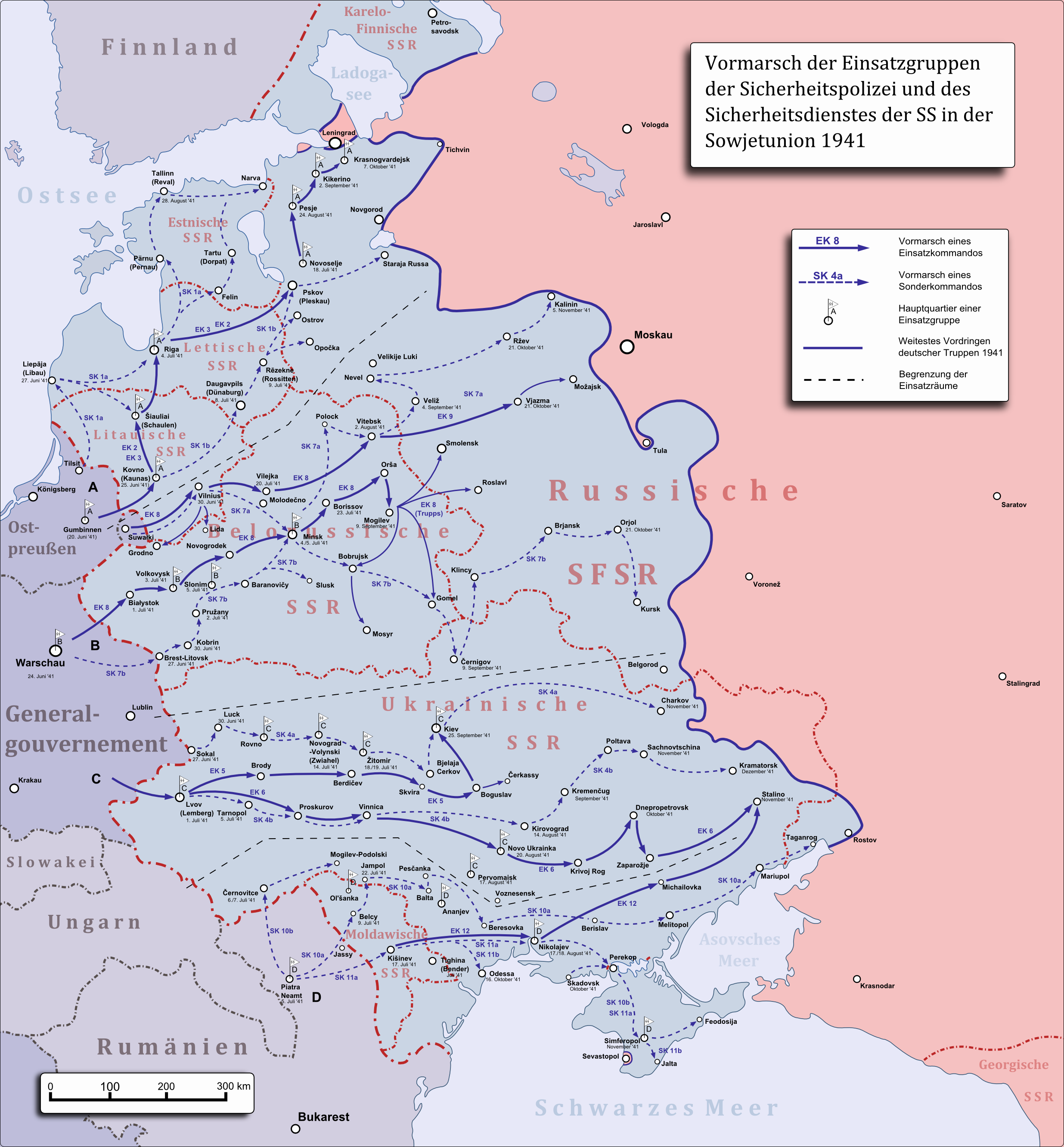
Mapa de las operaciones de los Einsatzgruppen con la ubicación del primer tiroteo de mujeres y niños judíos (junto con los hombres), 30 de julio de 1941.

Los Informes de Situación Operativa de los Einsatzgruppen (OSRs), o ERM (en alemán: Die Ereignismeldung UdSSR (en plural: Ereignismeldungen), fueron comunicados de los escuadrones de de la muerte nazis (Einsatzgruppen), que documentaron el progreso del Holocausto detrás de la frontera germano-soviética en la curso de la Operación Barbarroja, durante la Segunda Guerra Mundial. Los informes existentes se enviaron entre junio de 1941 y abril de 1942 al Jefe de la Policía de Seguridad y a la SD (en alemán: Chef des Sicherheitspolizei und SD) en Berlín, desde los territorios orientales ocupados, incluidos los actuales Polonia, Bielorrusia, Ucrania, Rusia, Moldavia y los países bálticos. Durante los juicios de crímenes de guerra de Núremberg, los originales se agruparon según el año y el mes y se catalogaron utilizando un sistema de numeración consecutivo, como se enumera en la tabla a continuación. Las fotos originales se encuentran en los Archivos Nacionales en Washington D.C.

## Antecedentes
Tras el inicio de la Operación Barbarroja, durante las primeras 5 semanas de sus acciones de tiro, los escuadrones Einsatzgruppen atacaron principalmente a hombres judíos. Esto cambió el 29 de julio de 1941, cuando el propio Reinhard Heydrich, citado en una reunión de las SS en Vileyka (Wilejka, en polaco), criticó a sus líderes por las bajas cifras de ejecución. Por lo tanto, se ordenó que las mujeres y los niños judíos fueran incluidos en todas las operaciones de tiro posteriores. Las primeras mujeres y niños fueron asesinados junto con los hombres el 30 de julio de 1941 en Vileyka.
Los Einsatzgruppen no fueron la única formación encargada de los asesinatos en masa. Otras formaciones incluyeron los batallones de la Policía de la Orden de Alemania (Orpo) que participaron igualmente en el asesinato en masa de judíos polacos y soviéticos, independientemente de su edad y sexo, incluso en los territorios de la Polonia ocupada anteriormente por los soviéticos (ver la masacre del Viernes Rojo), la Estados bálticos, y en la URSS propiamente dicha. Un número significativo de mujeres y niños fueron asesinados detrás de todas las líneas del frente no solo por los alemanes sino también por las fuerzas auxiliares locales de Ucrania y Lituania. El mayor tiroteo masivo de judíos soviéticos tuvo lugar el 29 de septiembre de 1941, en el barranco de Babi Yar cerca de Kiev, donde 33.771 judíos de todas las edades fueron ametrallados (Informe de situación No. 101).

## Telegramas alemanes originales
Después de la Segunda Guerra Mundial, los informes fueron agrupados y numerados por los Aliados para resumir su contenido. Los cables alemanes reales se enviaron en su propia secuencia diferente, incluido el Einsatzgruppe A (EG – A) conectado al Grupo de Ejércitos Norte, el Einsatzgruppe B (EG – B) conectado al Grupo de Ejércitos Centro, el Einsatzgruppe C (EG-C) conectado al Grupo de Ejércitos Sur, y el Einsatzgruppe D (EG – D) unidos al 11.º Ejército. En los OSR, los Ereignismeldungen UdSSR (informes matutinos) abbr. EM, de EG – A aparecen en 103 lugares diferentes. Los informes de EG – B aparecen en 64 OCR (según lo dispuesto por los Aliados). Los informes EG-C se enumeran en 77 OCR diferentes, y los informes de EG – D (con la menor representación en la fuente) se presentan en 63 OCR. Ocasionalmente, aparecen grandes brechas entre los informes individuales, causados por la falta de tiempo u otras complicaciones, incluidas las líneas telefónicas rotas en el Este. En particular, en el Informe de situación operativa número 19, el Einsatzgruppe C se cambió a Einsatzgruppe B y viceversa, lo que confunde más informes sobre sus acciones de tiro.
Las OSR están lejos de ser iguales. Algunos de ellos, como el OSR 156, incluyen cables traducidos de varias ciudades y semanas de acciones de disparos que aún no han concluido con decenas de miles de víctimas mencionadas; mientras que otros informes de situación operativa, como el OSR 67, se parecen a largos ensayos que describen meras investigaciones sobre actividades partidistas en zonas rurales que resultan en docenas de ejecuciones. En particular, los informes no incluyen todos los asesinatos antes de finales de 1942.